# Ctimene contracta
Ctimene contracta là một loài bướm đêm trong họ Geometridae.